# Теодор Едески
Теодор Едески је православни светитељ, теолог, књижевник и епископ града Едеса из 9. века.
Рођене је у Едеси, од богатих родитеља Симона и Марије. Када је напунио осамнаест година, родитељи су му умрли. Сво имање раздао је сиромасима. Након тога одлази у Јерусалим. Тамо се замонашио и живео у молитви 24 године. 
У 60тој години живота, на предлог Јерусалимског патријарха, Теодор је изабран за епископа Едесе у Сирији. Теодор је аутор аскетског есеја "Сто корисних поглавља". Током свог епископског стажа, борио се против јереси: манихеизма, несторијанизма и монофизитизма.
Детаљно житије светог Теодора Едеског написао је Василије Амесијски, нећак Теодора, син његове сестре. Житија садрже и опсежна учења Теодора Едеског о јересима и разговор Теодора са столпником Теодосијем. Житије светог Теодора Едеског врло је рано преведено на црквенословенски језик и сачувано у многим руским рукописима XIV-XVII века. 
Умро је 848. године.
Православна црква помиње светог Теодора 9. јула по јулијанском календару.